# Europaspiele 2015
| Medaillenspiegel               | Medaillenspiegel | Medaillenspiegel | Medaillenspiegel | Medaillenspiegel | Medaillenspiegel |
| Platz                          | Land             | Gold             | Silber           | Bronze           | Gesamt           |
| ------------------------------ | ---------------- | ---------------- | ---------------- | ---------------- | ---------------- |
| 1                              | Russland         | 79               | 40               | 45               | 164              |
| 2                              | Aserbaidschan    | 21               | 15               | 20               | 56               |
| 3                              | Großbritannien   | 18               | 10               | 19               | 47               |
| 4                              | Deutschland      | 16               | 17               | 33               | 66               |
| 5                              | Frankreich       | 12               | 13               | 18               | 43               |
| 6                              | Italien          | 10               | 26               | 11               | 47               |
| 7                              | Belarus          | 10               | 11               | 22               | 43               |
| 8                              | Ukraine          | 8                | 14               | 24               | 46               |
| 9                              | Niederlande      | 8                | 12               | 9                | 29               |
| 10                             | Spanien          | 8                | 11               | 11               | 30               |
| Vollständiger Medaillenspiegel |                  |                  |                  |                  |                  |

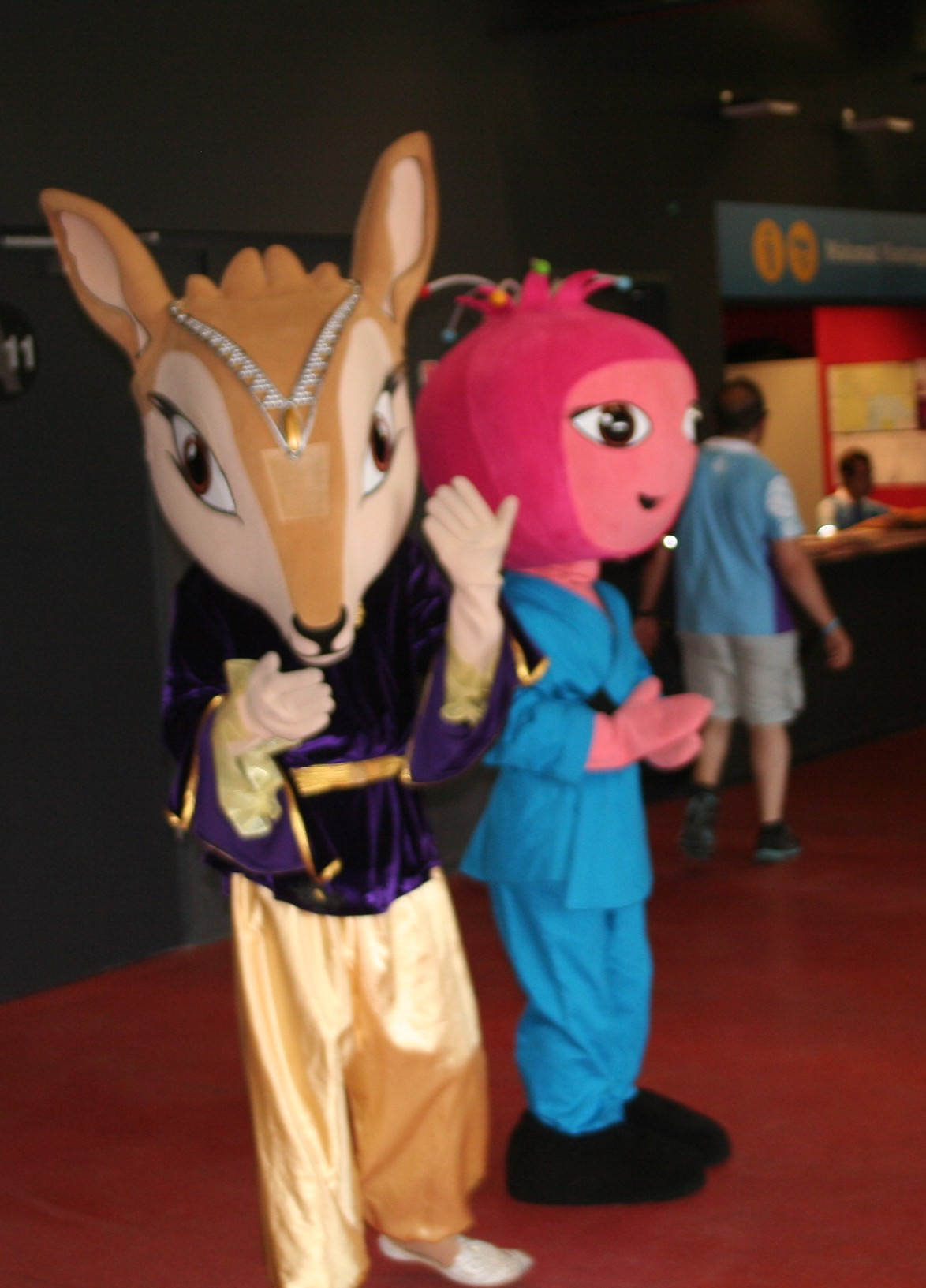
Die Maskottchen der Europaspiele 2015 Jeyran die Gazelle und Nar der Granatapfel

Die Europaspiele 2015 (1st European Games) wurden vom 12. bis 28. Juni 2015 in der aserbaidschanischen Hauptstadt Baku ausgetragen. Veranstalter der ersten Austragung dieser Spiele waren die Europäischen Olympischen Komitees.
Baku war der einzige Bewerber für die Ausrichtung der Spiele und wurde mit 38 zu 8 Stimmen gewählt. Aserbaidschan war zuvor mit seinen Bewerbungen um die Olympischen Spiele 2016 und 2020 sowie um die Paralympics der jeweiligen Jahre gescheitert.
Insgesamt waren 20 Sportarten vertreten, 16 olympische und vier nichtolympische. Die Europäischen Olympischen Komitees erwarteten mehr als 6000 Athleten.
In 31 Disziplinen waren 253 Medaillenentscheidungen geplant. Elf Sportarten hielten direkte oder indirekte Qualifikationsmöglichkeiten für die Olympischen Spiele in Rio de Janeiro bereit. In den olympischen Kernsportarten Leichtathletik und Schwimmen nahmen jedoch keine Topathleten teil. Deren Verbände sind gegen die Europaspiele, so wurde in Baku die dritte Liga der Leichtathletik-Team-Europameisterschaft 2015 ausgetragen.
Die Wettbewerbe wurden in 18 Sportstätten ausgetragen, zwölf permanenten und sechs temporären, darunter im neuen Nationalstadion Baku und in der National Gymnastics Arena. Das Athletendorf für die Teilnehmer verfügte über 3755 Schlafzimmer.
Vergleichbare Kontinentalspiele gab es schon länger auf den übrigen vier Kontinenten: die Asienspiele (seit 1951), die Pazifikspiele (seit 1963), die Afrikaspiele (seit 1965) und die Panamerikanischen Spiele (seit 1951).

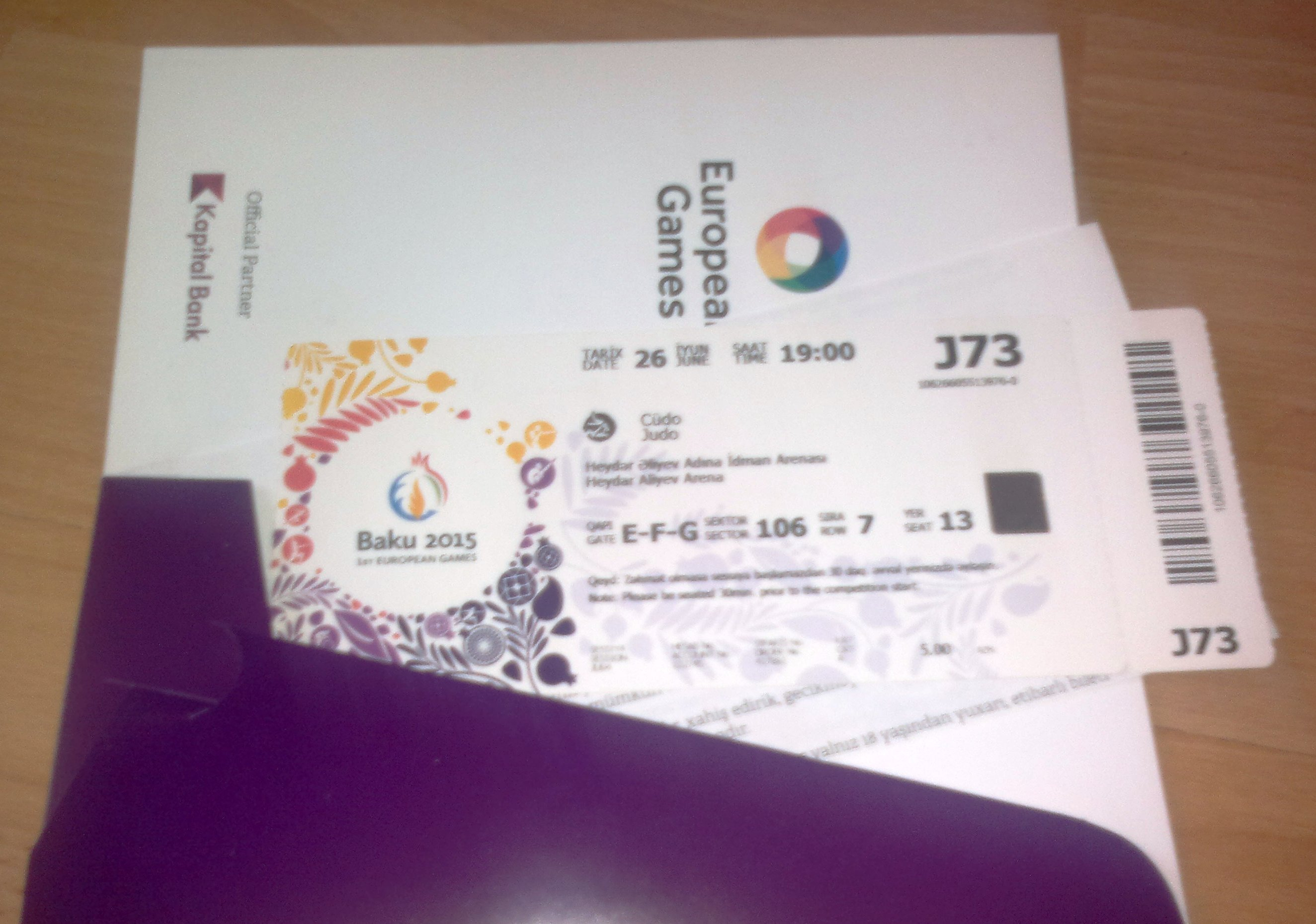
Eintrittsticket der Europaspiele in Baku

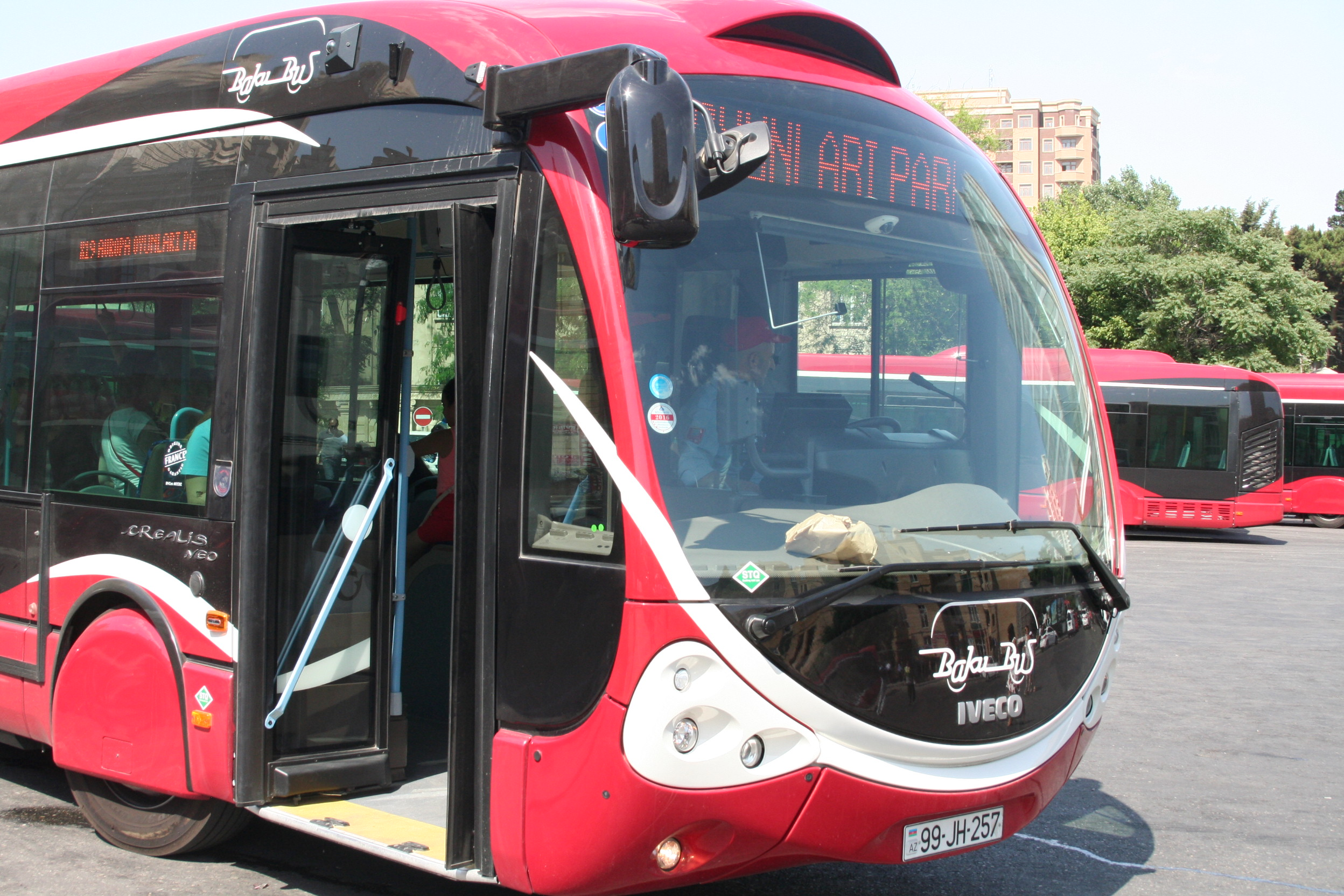
Kostenlose Busse transportierten die Zuschauer zu den unterschiedlichen Veranstaltungsorten

## Wettbewerbe

### Aerobic
Vom 17. bis 21. Juni 2015 wurden insgesamt zwei Wettbewerbe in der Aerobic ausgetragen. Bei den gemischten Paaren gewann das spanische Paar Sara Moreno López und Vicente Lli Lloris. Ungarn gewann bei der gemischten Mannschaft Gold.

### Badminton
Vom 22. bis 28. Juni 2015 fanden insgesamt fünf Wettbewerbe im Badminton statt, jeweils bei Frauen und Männern ein Einzel- und ein Mannschaftswettbewerb und zusätzlich ein Mannschafts-Mixed-Wettbewerb. Die Favoriten aus Dänemark errangen mit 3 Goldmedaillen den ersten Platz. Platz zwei teilten sich Bulgarien und Spanien mit je einmal Gold und einmal Bronze.

### Basketball 3x3
Vom 23. bis 26. Juni 2015 wurden zwei Wettbewerbe im Basketball ausgetragen. Dabei fand jeweils eine Konkurrenz bei den Frauen und bei den Männern statt.
Gespielt wurde nach den Regeln des 3×3-Basketballs. Insgesamt traten je 16 Mannschaften an, die aus je vier Spielern bestanden (drei aktive Spieler und ein Auswechselspieler).
Russland gewann sowohl bei den Frauen wie den Männern Gold. Spanien konnte bei den Männern Silber bei den Frauen Bronze erringen. Silber ging bei den Frauen an das Team der Ukraine, die Mannschaft aus Serbien holte sich die Bronzemedaille der Männer.

### Beachsoccer
Vom 24. bis 28. Juni 2015 wurde ein Wettbewerb im Beachsoccer der Männer ausgetragen.
Insgesamt traten acht Mannschaften an, die aus je fünf aktiven Spielern und sieben weiteren Auswechselspielern bestanden.
Beachsoccer-Weltmeister Russland gewann das Endspiel knapp mit 3:2 gegen Italien. Portugal setzte sich im Spiel um Platz 3 mit 6:5 gegen die Schweizer Auswahl durch.

### Beachvolleyball
Vom 16. bis 21. Juni 2015 fanden insgesamt zwei Wettbewerbe im Beachvolleyball ausgetragen. Es wurde jeweils eine Konkurrenz bei den Frauen und bei den Männern gespielt.
Bei den Frauen gewann das Schweizer Team die Goldmedaille gegen die Österreicherinnen, Litauen besiegte Tschechien beim Spiel um Platz 3. Bei den Männern holte Lettland Gold, Russland Silber und Tschechien Bronze.

### Bogenschießen
Vom 16. bis 22. Juni 2015 wurden insgesamt fünf Wettbewerbe im Bogenschießen ausgetragen, jeweils bei Frauen und Männern ein Einzel- und ein Mannschaftswettbewerb und zusätzlich ein Mannschafts-Mixed-Wettbewerb.
In der Nationenwertung war Italien mit 2 Goldmedaillen vor Spanien, der Ukraine und Deutschland mit jeweils einmal Gold.

### Boxen

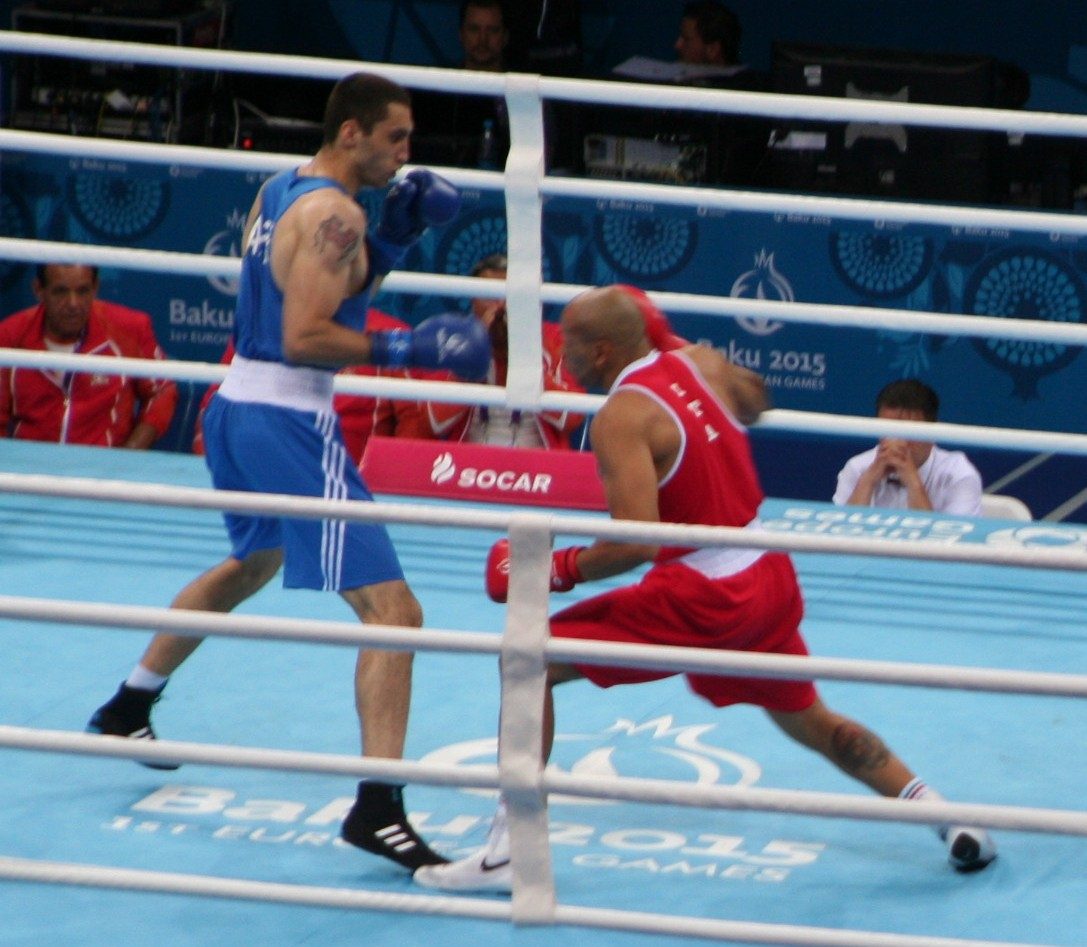
Teymur Məmmədov gewann gegen Valentino Manfredonia Gold beim Boxen in der Klasse bis 81 kg

Vom 16. bis 27. Juni 2015 fanden insgesamt 263 Kämpfe im olympischen Boxen statt, davon 201 bei den Männern und 62 bei den Frauen. Geboxt wurde bei den Männern in zehn Gewichtsklassen mit Kämpfen zu jeweils drei Runden à drei Minuten und einer Minute Pause zwischen den Runden. Wie seit 2013 wieder üblich, boxen die Männer ohne Kopfschutz. Bei den Frauen wurden fünf Gewichtsklassen mit pro Kampf vier Runden à zwei Minuten angesetzt, mit ebenfalls einer Minute Pause zwischen den Runden. Auch wurde von den Frauen weiterhin der Kopfschutz getragen.
Erfolgreichstes Boxteam war dasjenige der Gastgebernation Aserbaidschan mit sechsmal Gold, einmal Silber und viermal Bronze. Russland folgt mit viermal Gold, danach war Irland mit zwei Goldmedaillen Drittbester. Das Team des Vereinigten Königreichs erkämpfte ebenfalls zwei Goldmedaillen. Eine Medaille aus Gold ging in die Niederlande.

### Fechten
Vom 22. bis 27. Juni 2015 wurden insgesamt zwölf Wettbewerbe im Fechten ausgetragen. Dabei finden jeweils sechs Konkurrenzen bei den Frauen und bei den Männern statt, jeweils Mannschafts- und Einzelwettbewerbe in Florett, Degen und Säbel.
Italien gewann mit drei die meisten Goldmedaillen und mit zwölf die meisten Medaillen in Summe. Das rumänische Fechtteam wurde Zweiter mit zweimal Gold vor Frankreich und der Ukraine. Das deutsche Team blieb mit nur einer Bronzemedaille hinter den eigenen Erwartungen zurück.

### Judo

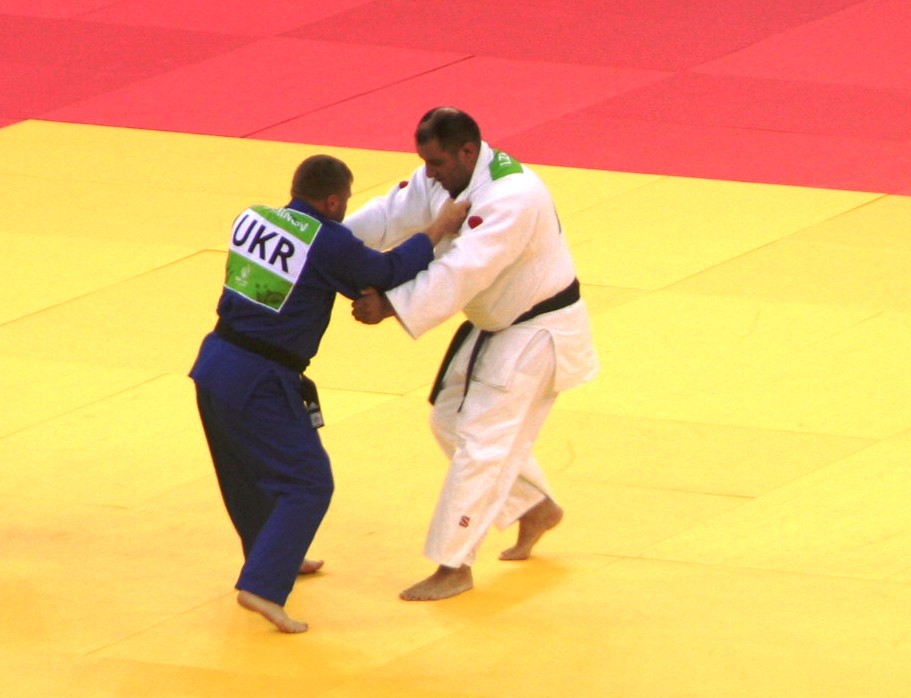
Im Judo in der Klasse über 91 kg der Sehbehinderten gewann der Aserbaidschaner İlham Zəkiyev gegen den Ukrainer Oleksandr Pominow

Vom 25. bis 28. Juni 2015 fanden insgesamt 18 Wettbewerbe im Judo statt, davon je neun bei den Männern und bei den Frauen. Die Wettbewerbe stellten gleichzeitig die Judo-Europameisterschaften 2015 dar. Erfolgreichstes Team war Frankreich mit dreimal Gold, zweimal Silber dreimal Bronze. Es folgten Russland und die Niederlande mit jeweils drei Goldmedaillen. Vor Deutschland reihte sich noch Georgien auf Platz vier ein, wobei das deutsche Team mit einer Gold-, vier Silber und sechs Bronzemedaillen mit insgesamt 11 die meisten Medaillen im Judo gewann.

### Kanu
Vom 14. bis 16. Juni 2015 fanden insgesamt sechzehn Wettbewerbe im Kanu ausgetragen (neun für Männer, sechs für Frauen). Ungarn war mit fünf Goldmedaillen die erfolgreichste Kanuten-Nation, gefolgt von Deutschland mit drei und Belarus mit ebenfalls dreimal Gold. Serbien folgte mit zwei, Polen und Litauen holten jeweils eine Goldmedaille.

### Karate
Am 13. und 14. Juni 2015 fanden insgesamt zwölf Wettbewerbe im Karate ausgetragen (je sechs für Frauen und Männer). Davon entfielen je zwei auf die Kata. Die Gastgebernation Aserbaidschan war am erfolgreichsten mit vier Goldmedaillen und 2-mal Bronze. Weitere drei Goldmedaillen gingen an die Türkei, jeweils zwei an Frankreich und Spanien und eine an Kroatien.

### Leichtathletik
Vom 21. bis 22. Juni 2015 fanden im Nationalstadion Baku Wettkämpfe in der Leichtathletik statt. Der Wettbewerb war gleichzeitig die Austragung der dritten Liga der Leichtathletik-Team-Europameisterschaft 2015. Die besten vier Mannschaften stiegen in die zweite Liga auf.
Gold ging an Österreich, Silber an die Slowakei, Bronze an Israel. Den vierten Platz belegte Bosnien und Herzegowina.

### Radsport
Die Mountainbikerin Jolanda Neff gewann im Cross Country und damit die erste Medaille in der Geschichte der Europaspiele. Nino Schurter konnte das Mountainbike-Rennen der Männer für sich entscheiden und die dritte Goldmedaille für die Schweiz sichern.

### Ringen
Vom 13. bis 18. Juni 2015 wurden insgesamt 24 Wettbewerbe im Ringen ausgetragen, 8 für Frauen und 16 für Männer. Bei den Männern entfielen je acht auf das Freistilringen und auf das griechisch-römische Ringen. Die Frauen traten wie üblich nur im Freistil an.
Russland dominierte das Ringen und erreichte mit 11 Gold, 2 Silber und 5 Bronze Platz 1. Gastgeber Aserbaidschan errang vor der Türkei Platz 2.

### Schwimmen
Vom 23. bis 27. Juni 2015 wurden insgesamt 42 Wettbewerbe im Schwimmen ausgetragen. Jeweils 17 Einzelwettbewerbe fanden bei den Männern und bei den Frauen statt, die übrigen acht Wettbewerbe waren Staffel- und Mixedrennen.
Da der europäische Schwimmverband LEN mit einer Berücksichtigung des Schwimmsports bei den Europaspielen erst nach Nachverhandlungen einverstanden war, wurden lediglich reine Juniorenwettbewerbe veranstaltet. Die Altersbeschränkung für männliche Jugendliche lag bei Achtzehnjährigen, für Mädchen bei Sechzehnjährigen. Damit waren die Europaspiele gleichzeitig auch die Jugend-Europameisterschaften 2015.
Die mit Abstand erfolgreichste Nation war Russland mit insgesamt 42 Medaillen. Mit 23 Goldmedaillen gewann Russland somit mehr als die Hälfte aller Wettbewerbe. Das zweitplatzierte Vereinigte Königreich gewann nur gesamt 23 Medaillen, davon sieben Goldene. Dahinter folgte Deutschland mit drei Goldmedaillen bei insgesamt 13 Medaillen.
Insgesamt wurden fünf neue Altersklassen-Weltrekorde (WJR) aufgestellt.

### Sportschießen
Vom 16. bis 22. Juni 2015 wurden insgesamt neunzehn Wettbewerbe im Sportschießen ausgetragen, neun für Männer, sechs für Frauen sowie vier Mixed-Wettbewerbe. Italien war mit viermal Gold, dreimal Silber und Bronze und insgesamt 10 Medaillen das erfolgreichste Team. Serbien erreichte mit vier Goldmedaillen Platz 2. Das deutsche Team erreichte den dritten Platz mit dreimal Gold und dreimal Bronze.

### Triathlon
Am 13. und 14. Juni 2015 wurden die zwei Wettbewerbe im Triathlon ausgetragen – je einer für Frauen und Männer. Die „olympische Distanz“ im Triathlon beinhaltet 1,5 Kilometer Schwimmen, 40 Kilometer Radfahren und einen 10.000-Meter-Lauf. Austragungsort war der Bilgah Beach.
Nicola Spirig konnte das Rennen in Baku überlegen mit 1:16 Minuten Vorsprung auf die Niederländerin Rachel Klamer für sich entscheiden und Lisa Nordén belegte den dritten Rang. Der Brite Gordon Benson konnte das Rennen der Männer für sich entscheiden und die erste Goldmedaille für das Vereinigte Königreich sichern.

### Volleyball

Das Volleyballfinale bei den Frauen zwischen der Türkei und Polen

Vom 14. bis 28. Juni 2015 wurden zwei Wettbewerbe im Volleyball ausgetragen, jeweils einer bei den Frauen und einer bei den Männer. Bei den Männern setzte sich Deutschland im Finale gegen Bulgarien mit 3:1 durch und gewann die Goldmedaille. Im Spiel um Platz 3 gewann Russland gegen Polen ebenfalls mit 3:1. Bei den Frauen gewann die türkische Nationalmannschaft klar gegen die Polinnen mit 3:0. Im Spiel um Platz 3 brauchten die Serbinnen den entscheidenden 5. Satz, um sich gegen Aserbaidschan mit 3:2 die Bronzemedaille zu sichern.

### Wasserball

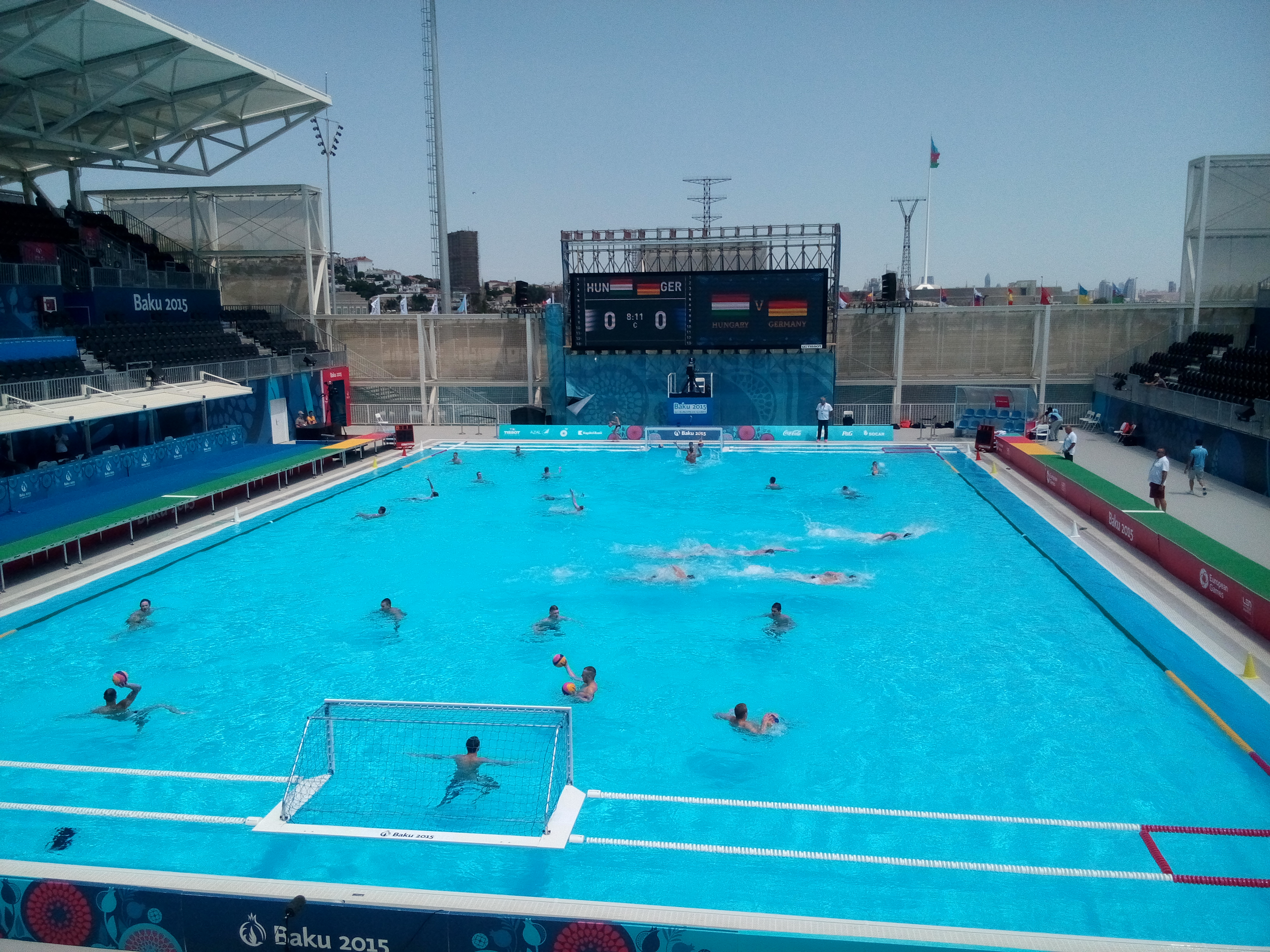
Spiel beim Wasserball in der Gruppenphase der Gruppe B Ungarn gegen Deutschland.

Vom 12. bis 21. Juni 2015 wurden zwei Wettbewerbe im Wasserball, jeweils einer für Frauen und Männer, ausgetragen. Bei den Männern gewann Serbien im Finale gegen Spanien mit 8:7, Griechenland besiegte Kroatien im Spiel um Platz 3 mit 11:10. Bei den Frauen errang Russland gegen Spanien mit 17:16 die Goldmedaille. Im Spiel um Platz 3 konnten sich die Griechinnen mit 8:7 gegen die Italienerinnen durchsetzen.

### Wasserspringen

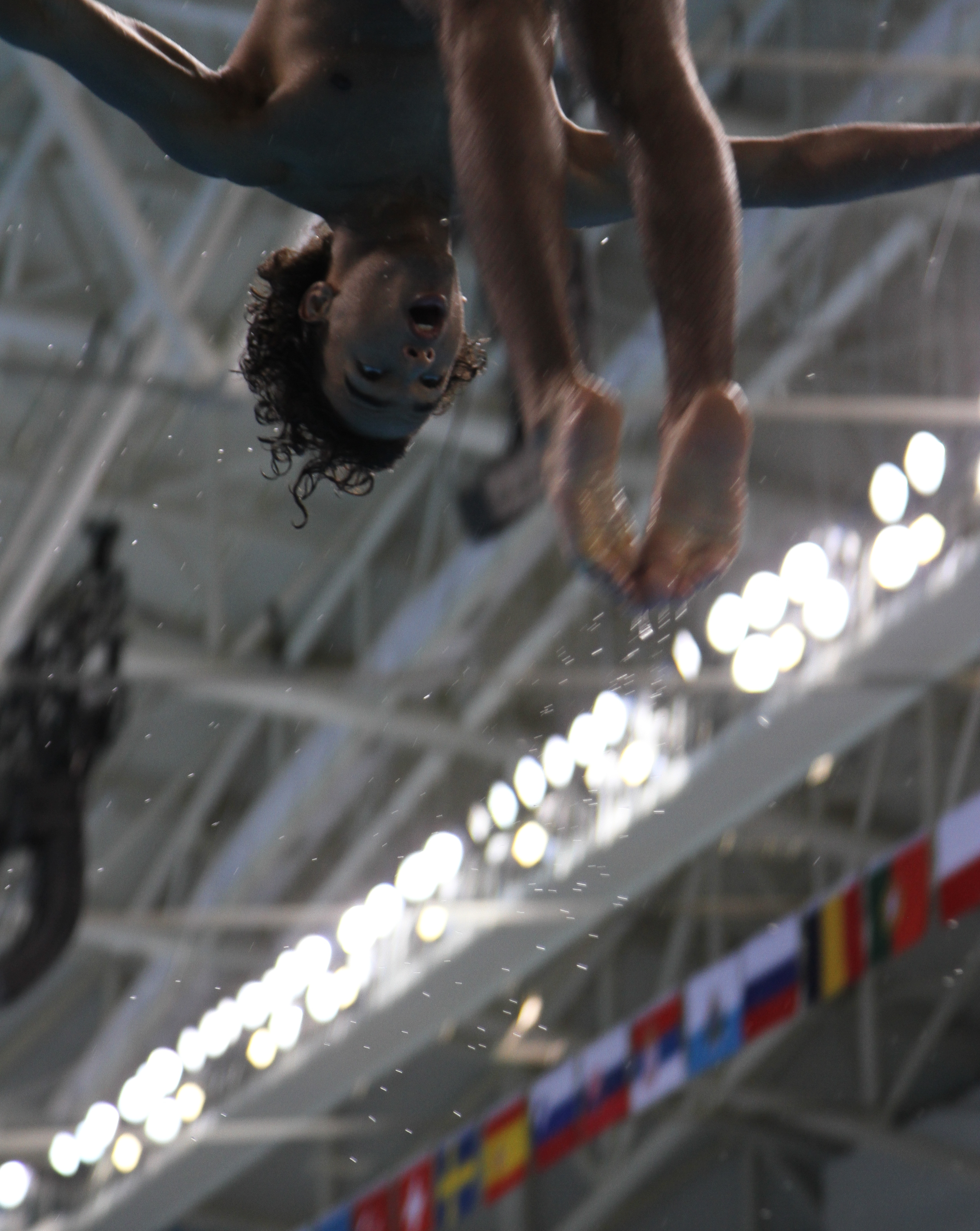
Andreas Larsen im Wasserspringen vom 3-m-Brett

Vom 18. bis 21. Juni 2015 wurden insgesamt acht Wettbewerbe im Wasserspringen ausgetragen. Die Wettbewerbe fungierten gleichzeitig als Junioreneuropameisterschaften im Wasserspringen 2015. Erfolgreichste Nation war hier Großbritannien mit 4 Goldmedaillen, vor Russland mit dreimal Gold. Deutschland mit einer Goldmedaille durch Louisa Stawczynski und Saskia Oettinghaus im Synchronspringen vom 3-m-Brett landete auf Rang drei.

## Liste der Sportarten
| - Aerobic ² - Badminton - Basketball 3x3 - Beachsoccer - Beachvolleyball - BMX ³ - Bogenschießen - Boxen - Fechten | - Gerätturnen ² - Judo - Kanurennsport - Karate - Leichtathletik - Mountainbike ³ - Rhythmische Sportgymnastik ² - Ringen - Sambo | - Schwimmen ¹ - Sportakrobatik ² - Sportschießen - Straßenradsport ³ - Synchronschwimmen ¹ - Taekwondo - Tischtennis - Trampolinturnen ² - Triathlon | - Volleyball - Wasserball ¹ - Wasserspringen ¹ |

Die Sportarten Aerobic, Beachsoccer, Karate und Sambo waren keine olympischen Sportarten.
¹ = Das IOC fasste die Wettbewerbe im Schwimmen, Synchronschwimmen, Wasserball und Wasserspringen unter der Bezeichnung Wassersport zusammen.

² = Das IOC fasste die Wettbewerbe im Aerobic, Gerätturnen, Sportakrobatik, Trampolinturnen und in der Rhythmischen Sportgymnastik unter dem Begriff Turnen zusammen.

³ = Das IOC fasste die Wettbewerbe im BMX, Mountainbike und Straßenradsport unter dem Begriff Radsport zusammen.

## Teilnehmende Nationen

Teilnahmeberechtigt waren alle Mitglieder des EOK

Teilnehmende Länder

| - Albanien (28) - Andorra (31) - Armenien (25) - Aserbaidschan (289) - Belarus (150) - Belgien (117) - Bosnien und Herzegowina (56) - Bulgarien (127) - Dänemark (65) - Deutschland (268) - Estland (59) - Färöer* (5) - Finnland (106) - Frankreich (250) - Georgien (105) - Gibraltar* (5) - Griechenland (138) - Irland (62) | - Island (18) - Israel (141) - Italien (291) - Kosovo (19) - Kroatien (109) - Lettland (67) - Liechtenstein (10) - Litauen (72) - Luxemburg (58) - Malta (61) - Mazedonien (45) - Moldau (87) - Monaco (5) - Montenegro (55) - Niederlande (117) - Norwegen (53) - Österreich (143) - Polen (212) | - Portugal (100) - Rumänien (146) - Russland (346) - San Marino (15) - Schweden (72) - Schweiz (140) - Serbien (132) - Slowakei (179) - Slowenien (80) - Spanien (216) - Türkei (191) - Tschechien (126) - Ungarn (200) - Ukraine (243) - Vereinigtes Königreich (160) - Zypern (22) |

* Da die Färöer-Inseln und Gibraltar keine Mitglieder im Europäischen Olympischen Komitee sind, traten die färöerischen Teilnehmer für die Ligue Européenne de Natation und die gibraltarischen Teilnehmer für die Athletic Association of Small States of Europe an.

## Terminkalender
Die Spiele umfassten 253 Wettbewerbe.
| EZ | Eröffnungszeremonie | ● | Wettbewerbe | G | Gala | 1 | Finale | AZ | Abschlusszeremonie |

| Juni                                | 12. Fr | 13. Sa | 14. So | 15. Mo | 16. Di | 17. Mi | 18. Do | 19. Fr | 20. Sa | 21. So | 22. Mo | 23. Di | 24. Mi | 25. Do | 26. Fr | 27. Sa | 28. So | Medaille Wettbewerb |
| ----------------------------------- | ------ | ------ | ------ | ------ | ------ | ------ | ------ | ------ | ------ | ------ | ------ | ------ | ------ | ------ | ------ | ------ | ------ | ------------------- |
| Zeremonie                           | EZ     |        |        |        |        |        |        |        |        |        |        |        |        |        |        |        | AZ     |                     |
| Badminton                           |        |        |        |        |        |        |        |        |        |        | ●      | ●      | ●      | ●      | ●      | 2      | 3      | 5                   |
| Basketball (3x3)                    |        |        |        |        |        |        |        |        |        |        |        | ●      | ●      | ●      | 2      |        |        | 2                   |
| Beachsoccer                         |        |        |        |        |        |        |        |        |        |        |        |        | ●      | ●      | ●      | ●      | 1      | 1                   |
| Beachvolleyball                     |        |        |        |        | ●      | ●      | ●      | ●      | 1      | 1      |        |        |        |        |        |        |        | 2                   |
| Bogenschießen                       |        |        |        |        | ●      | 1      | 2      | ●      | ●      | 1      | 1      |        |        |        |        |        |        | 5                   |
| Boxen                               |        |        |        |        | ●      | ●      | ●      | ●      | ●      | ●      | ●      | ●      | ●      | 5      | 5      | 5      |        | 15                  |
| Fechten                             |        |        |        |        |        |        |        |        |        |        |        | 2      | 2      | 2      | 3      | 3      |        | 12                  |
| Judo                                |        |        |        |        |        |        |        |        |        |        |        |        |        | 5      | 6      | 5      | 2      | 18                  |
| Kanurennsport                       |        |        | ●      | 5      | 10     |        |        |        |        |        |        |        |        |        |        |        |        | 15                  |
| Karate                              |        | 6      | 6      |        |        |        |        |        |        |        |        |        |        |        |        |        |        | 12                  |
| Leichtathletik                      |        |        |        |        |        |        |        |        |        | ●      | 1      |        |        |        |        |        |        | 1                   |
| Radsport – BMX                      |        |        |        |        |        |        |        |        |        |        |        |        |        |        | ●      | ●      | 2      | 2                   |
| Radsport – Mountainbike             |        | 2      |        |        |        |        |        |        |        |        |        |        |        |        |        |        |        | 2                   |
| Radsport – Straßenradsport          |        |        |        |        |        |        | 2      |        | 1      | 1      |        |        |        |        |        |        |        | 4                   |
| Ringen                              |        | 4      | 4      | 4      | 4      | 4      | 4      |        |        |        |        |        |        |        |        |        |        | 24                  |
| Sambo                               |        |        |        |        |        |        |        |        |        |        | 8      |        |        |        |        |        |        | 8                   |
| Sportschießen                       |        |        |        |        | 3      | 3      | 2      | 2      | 3      | 3      | 3      |        |        |        |        |        |        | 19                  |
| Taekwondo                           |        |        |        |        | 2      | 2      | 2      | 2      |        |        |        |        |        |        |        |        |        | 8                   |
| Tischtennis                         |        | ●      | ●      | 2      | ●      | ●      | ●      | 2      |        |        |        |        |        |        |        |        |        | 4                   |
| Triathlon                           |        | 1      | 1      |        |        |        |        |        |        |        |        |        |        |        |        |        |        | 2                   |
| Turnen – Aerobic                    |        |        |        |        |        | ●      |        | ●      |        | 2      |        |        |        |        |        |        |        | 2                   |
| Turnen – Akrobatik                  |        |        |        |        |        | ●      |        | 2      |        | 4      |        |        |        |        |        |        |        | 6                   |
| Turnen – Geräteturnen               |        |        | ●      | 2      |        |        | 2      |        | 10     | G      |        |        |        |        |        |        |        | 14                  |
| Turnen – Rhythmische Sportgymnastik |        |        |        |        |        | 1      |        | 1      |        | 6      |        |        |        |        |        |        |        | 8                   |
| Turnen – Trampolin                  |        |        |        |        |        | ●      |        | ●      |        | 4      |        |        |        |        |        |        |        | 4                   |
| Volleyball                          |        | ●      | ●      | ●      | ●      | ●      | ●      | ●      | ●      | ●      | ●      | ●      | ●      | ●      | ●      | 1      | 1      | 2                   |
| Wassersport – Schwimmen             |        |        |        |        |        |        |        |        |        |        |        | 7      | 8      | 9      | 7      | 11     |        | 42                  |
| Wassersport – Synchronschwimmen     | ●      | ●      | ●      | 2      | 2      |        |        |        |        |        |        |        |        |        |        |        |        | 4                   |
| Wassersport – Wasserball            | ●      | ●      | ●      | ●      | ●      | ●      | ●      | ●      | 1      | 1      |        |        |        |        |        |        |        | 2                   |
| Wassersport – Wasserspringen        |        |        |        |        |        |        | 2      | 2      | 2      | 2      |        |        |        |        |        |        |        | 8                   |
| Total                               |        | 13     | 11     | 15     | 21     | 11     | 16     | 11     | 18     | 25     | 13     | 9      | 10     | 21     | 23     | 27     | 9      | 253                 |
| Juni                                | 12. Fr | 13. Sa | 14. So | 15. Mo | 16. Di | 17. Mi | 18. Do | 19. Fr | 20. Sa | 21. So | 22. Mo | 23. Di | 24. Mi | 25. Do | 26. Fr | 27. Sa | 28. So | Medaille Wettbewerb |

## Unfall
Die Europaspiele wurden von einem Unfall überschattet. Am Morgen des 11. Juni 2015 geriet ein Shuttlebus, der im Athletendorf unterwegs war, aus noch nicht näher bekannten Gründen außer Kontrolle. Er fuhr auf den Bürgersteig und rammte eine Gruppe österreichischer Synchronschwimmerinnen. Der Unfall wurde von einer Überwachungskamera aufgezeichnet.
Dabei wurde die 15-jährige Vanessa Sahinovic schwer verletzt und musste anschließend in ein künstliches Koma gelegt werden. Sie erlitt Verletzungen im Beckenbereich und an der Wirbelsäule. Ihre Mannschaftskolleginnen Verena Breit und Luna Pajer trugen leichte Verletzungen davon. In Verhören soll der Fahrer nach Angaben des Österreichischen Olympischen Komitees, das sich auf die lokale Polizei beruft, angegeben haben, Brems- und Gaspedal verwechselt zu haben, woraufhin er in Untersuchungshaft genommen wurde. In den Medien wurde kritisiert, dass den Unfällen von Sahinovic und Kira Grünberg (am 30. Juli 2015) in den Medien unterschiedliche Aufmerksamkeit gewidmet wurde. Ebenfalls wurde kritisiert, dass Grünbergs Unfall als Arbeitsunfall mit Anspruch einer Invaliditätsrente eingestuft wurde, während Sahinovics Unfall als Freizeitunfall galt. Sahinovic blieb in der Folgezeit vom Bauchnabel abwärts gelähmt.

## Fernsehübertragung

Aus der Eröffnungszeremonie
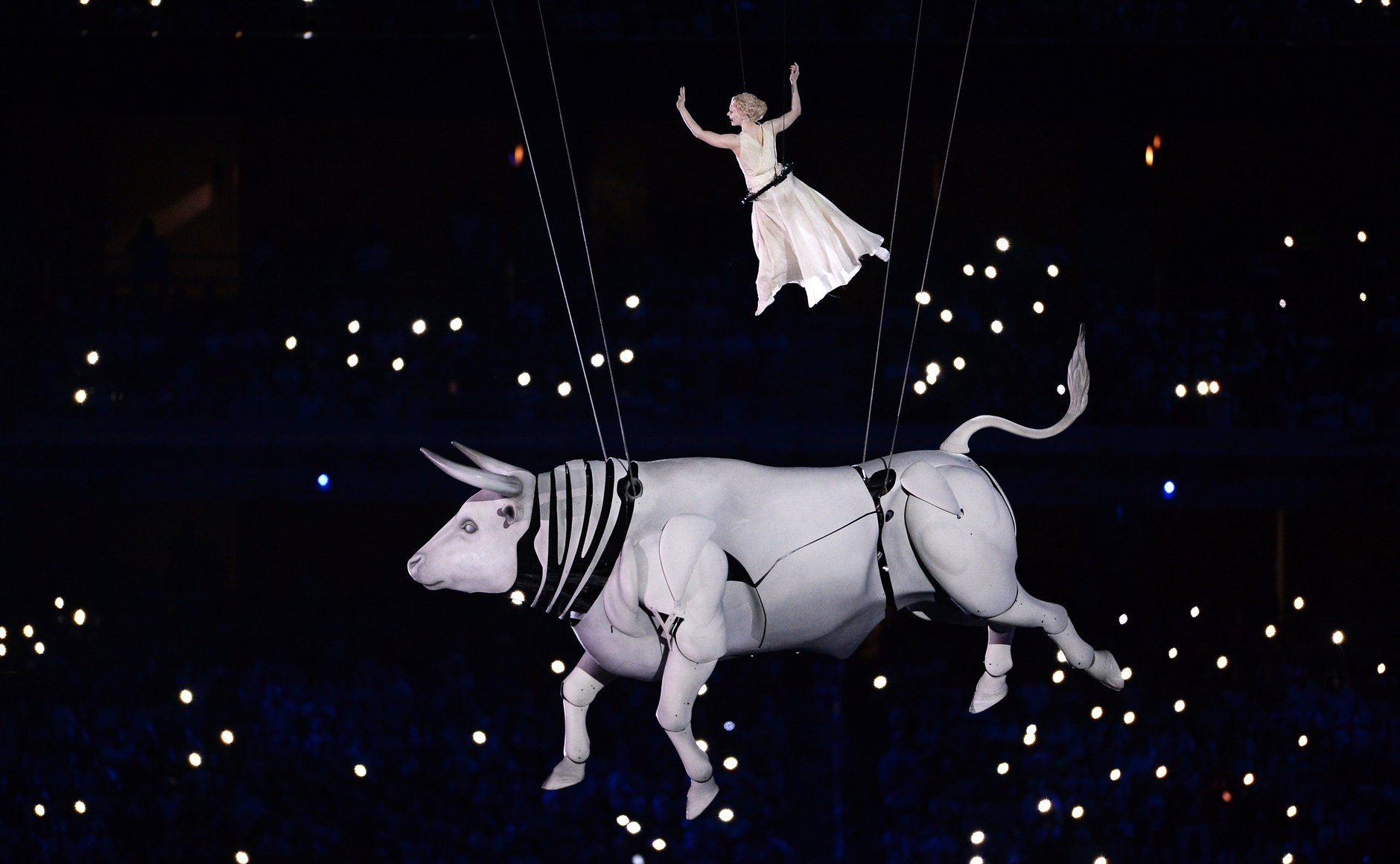
Europa auf dem Stier
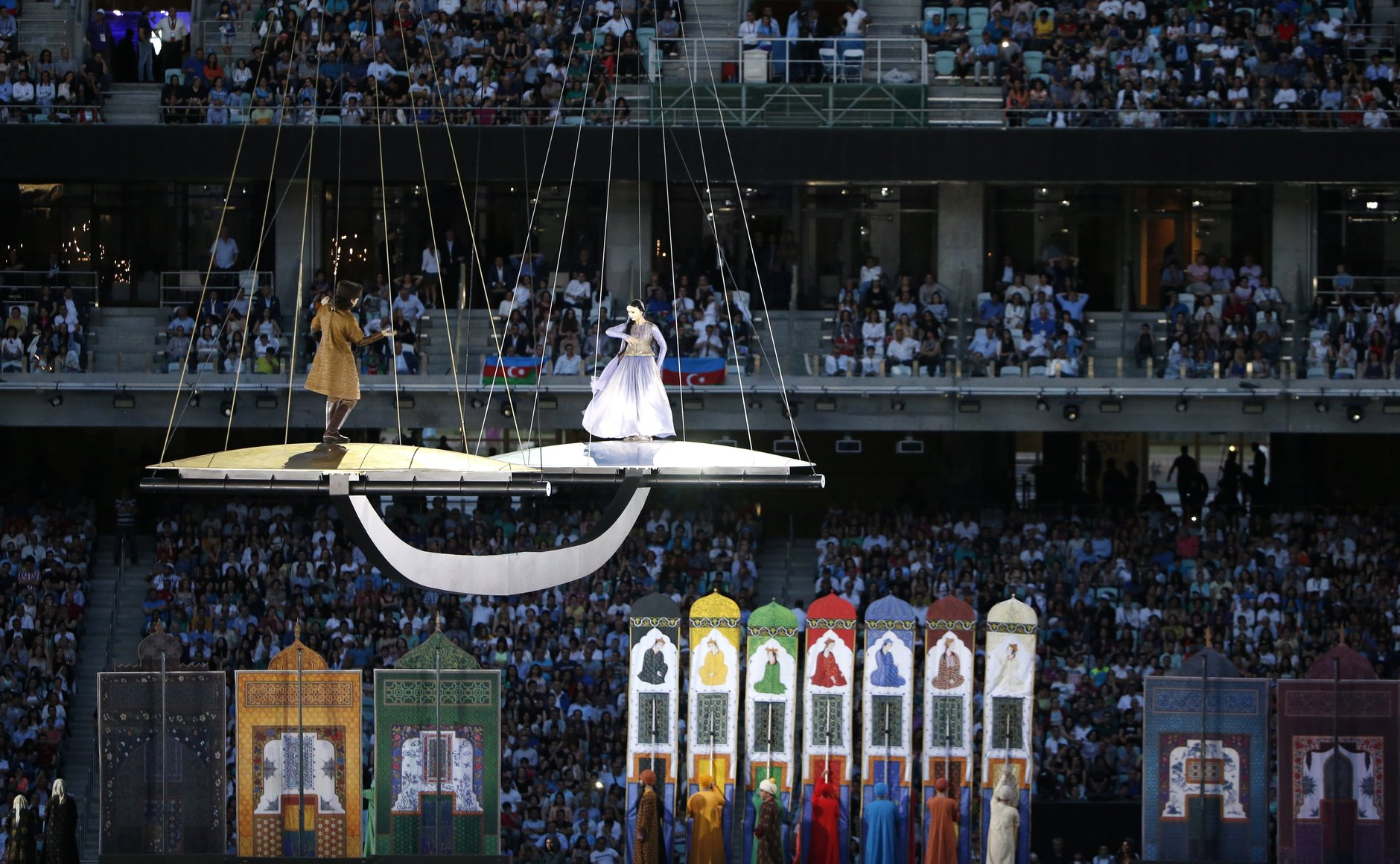
Weibliches und männliches Prinzip in Balance
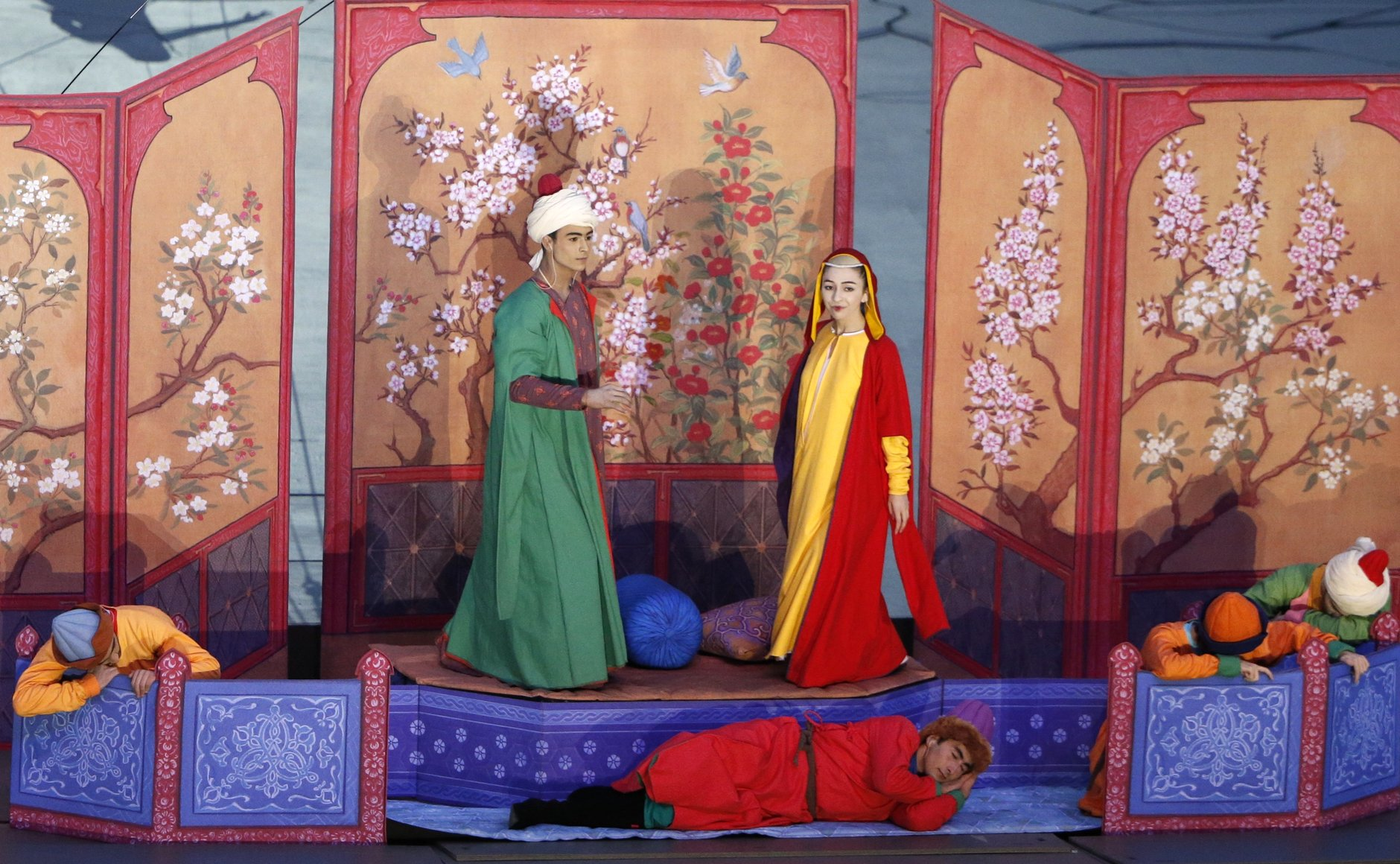
Eine Szene aus dem Panoptikum

Die Spiele wurden in 33 europäische Länder ausgestrahlt. Des Weiteren gab es 14 weitere Länder, in denen außerhalb Europas die Spiele übertragen wurden.
In Deutschland, Österreich und in der Schweiz strahlte der Sender Sport1 die Spiele live aus.
Im Free-TV übertrug der Kanal insgesamt über 100 Stunden live – von der Eröffnungsfeier am 12. Juni bis zur Schlussfeier am 28. Juni.
Des Weiteren wurden alle Spiele live bei YouTube übertragen.
| Land           | Sendeanstalt     | Referenz      |
| -------------- | ---------------- | ------------- |
| Albanien       | Tring Media      | [ 26 ] [ 27 ] |
| Aserbaidschan  | AzTV             | [ 27 ]        |
| Belgien        | Sport 10         | [ 28 ] [ 27 ] |
| Bulgarien      | BNT HD           | [ 29 ] [ 27 ] |
| Dänemark       | TV 2             | [ 30 ] [ 27 ] |
| Deutschland    | Sport1           | [ 31 ] [ 27 ] |
| Estland        | ERR              | [ 32 ] [ 27 ] |
| Finnland       | Yle              | [ 33 ] [ 27 ] |
| Frankreich     | L'Equipe 21      | [ 34 ] [ 27 ] |
| Georgien       | GPB              | [ 35 ] [ 27 ] |
| Griechenland   | ERT              | [ 33 ] [ 27 ] |
| Irland         | Setanta Sports   | [ 36 ] [ 27 ] |
| Israel         | Sport 5 • Sport1 | [ 35 ] [ 27 ] |
| Italien        | Sky Sport        | [ 37 ]        |
| Kroatien       | SPTV             | [ 38 ] [ 27 ] |
| Kosovo         | RTK              | [ 26 ] [ 27 ] |
| Lettland       | LTV              | [ 32 ] [ 27 ] |
| Litauen        | TV6              | [ 39 ] [ 27 ] |
| Luxemburg      | RTL Group        | [ 26 ] [ 27 ] |
| Nordmazedonien | MKRTV            | [ 27 ]        |

| Land                   | Sendeanstalt      | Referenz      |
| ---------------------- | ----------------- | ------------- |
| Moldau                 | Moldova Sport TV  | [ 26 ] [ 27 ] |
| Monaco                 | L'Équipe 21       | [ 27 ]        |
| Niederlande            | NOS               | [ 39 ] [ 27 ] |
| Norwegen               | TV 2              | [ 35 ] [ 27 ] |
| Österreich             | ORF               | [ 39 ] [ 27 ] |
| Polen                  | Polsat            | [ 40 ] [ 27 ] |
| Portugal               | Sport TV          | [ 32 ] [ 27 ] |
| Rumänien               | DigiSport         | [ 28 ] [ 27 ] |
| Russland               | Russia-2, Sport-1 | [ 27 ]        |
| Schweiz                | Sport1            | [ 31 ] [ 27 ] |
| Serbien                | RTS               | [ 41 ] [ 27 ] |
| Slowakei               | DigiSport         | [ 26 ] [ 27 ] |
| Slowenien              | Šport TV          | [ 27 ]        |
| Spanien                | RTVE              | [ 32 ] [ 27 ] |
| Tschechien             | ČT • DigiSport    | [ 39 ] [ 27 ] |
| Türkei                 | NTV Spor          | [ 42 ] [ 27 ] |
| Ukraine                | NTU               | [ 35 ] [ 27 ] |
| Ungarn                 | DigiSport         | [ 28 ] [ 27 ] |
| Vereinigtes Königreich | BT Sport          | [ 43 ] [ 27 ] |
| Belarus                | BTRC              | [ 26 ] [ 27 ] |

| Land                | Sendeanstalt      | Referenz      |
| ------------------- | ----------------- | ------------- |
| AU                  | Fox Sports Africa | [ 27 ]        |
| Angola              | Sport TV          | [ 32 ] [ 27 ] |
| Arabische Liga      | ASBU              | [ 44 ] [ 27 ] |
| Australien          | Seven Network     | [ 45 ] [ 27 ] |
| Kanada              | Universal Sports  | [ 46 ]        |
| Volksrepublik China | CCTV              | [ 47 ] [ 27 ] |
| Kuba                | ICRT              | [ 27 ]        |
| Hongkong            | TVB               | [ 46 ] [ 27 ] |
| Indien              | NEO Sports        | [ 48 ] [ 27 ] |
| Iran                | GEM GROUP         | [ 49 ]        |
| Japan               | TBS               | [ 50 ] [ 27 ] |
| Lateinamerika       | América Móvil     | [ 51 ] [ 27 ] |
| Mosambik            | Sport TV          | [ 32 ] [ 27 ] |
| Südkorea            | SBS               |               |
| Neuseeland          | Sky Sport         | [ 27 ]        |
| Turkmenistan        | Setanta Sports    | [ 39 ] [ 27 ] |
| Vereinigte Staaten  | ESPN              | [ 46 ] [ 27 ] |
| Usbekistan          | Setanta Sports    | [ 39 ] [ 27 ] |

## Kritik
Im Vorfeld der Spiele wurden 100 politische Gefangene gezählt. Viele dieser Gefangenen wurden im Jahr vor den Spielen verhaftet. Daher kommentierte der UNO-Sonderberichterstatter für Menschenrechte, dass diese Verhaftungen als Vorbereitung für die Spiele zu betrachten seien.
Zur gängigen Praxis gehören auch Einreiseverbotslisten für ausländische Politiker, Journalisten und Aktivisten. Auch die NGO-Gesetze sind extrem restriktiv, was deren Arbeit nahezu unmöglich macht. Die aserbaidschanische Regierung weist diese Kritik zurück. Ein hochrangiges Regierungsmitglied Aserbaidschans, Ali Hasanov, sagte auf einer Konferenz einen Tag vor der Eröffnung der Europaspiele, dass es in Aserbaidschan keine politischen Gefangenen gebe, sondern lediglich Menschen, die Verbrechen begangen hätten. Aserbaidschan sei ein Rechtsstaat und jeder Bürger könne sich an den Europäischen Gerichtshof für Menschenrechte wenden. Die aserbaidschanische Botschaft in Berlin beklagte zudem in einer Presseerklärung, dass eine „Schmutzkampagne“ gegen das Gastgeberland geführt werde.

### Medien-Boykott
Der Spiegel boykottierte die Berichterstattung über die Wettkämpfe aus politischen Gründen.